# Haiku (operační systém)
Haiku je svobodný operační systém vyvíjený jako pokračování systému BeOS. Podobně jako BeOS podporuje platformy x86 a PowerPC.

## Historie
Vývoj započal v roce 2001 poté, co BeOS koupil Palm, Inc. a posléze ukončil vývoj. Systém byl zpočátku vyvíjen pod názvem OpenBeOS, v roce 2004 byl projekt přejmenován na Haiku, protože ochranné známky na BeOS má stále Palm.
Projekt si rychle získal popularitu, protože na rozdíl od jiných podobných projektů nestaví na jádře Linuxu či BSD, ale snaží se vytvořit zcela nový systém při zachování binární a zdrojové kompatibility.
Vydání první alpha verze bylo stanoveno na 9. září 2009, kdy také vyšla.. Druhá alpha verze vyšla v květnu 2010.
Dne 28. září 2018 vyšla první betaverze.

### Pátá betaverze
Dne 13. září 2024 vyšla pátá betaverze, která zlepšuje kompatibilitu s novým hardware a zlepšuje celkovou stabilitu. Byla vylepšena práce s uživatelským prostředím. Dále bylo zrychlena síťová vrstva která celkově zrychluje o řád až tři řády (tři řády loopback).
Dále je opouštěn starý ovladač souborového systému FAT a místo něj naopak přibyl souborový systém z FreeBSD, který je kvalitnější. Přibyl také ovladač souborového systému UFS2 (z FreeBSD), který však zatím je jen pro čtení. Také bylo opraveno takřka 300 chyb.

## Popis
Haiku je vyvíjen v C++ a poskytuje objektově-orientované API. Díky kvalitnímu modulárnímu návrhu lze jednotlivé části systému vyvíjet zcela nezávisle. Haiku je postavené na klonu jádra NewOS, které bylo vyvíjelo také Be. Ač je jádro v rané fázi, podporuje už některé vyspělé funkce jako třeba virtuální souborové systémy.
Systém je koncipován jako jednouživatelský systém, kde uživatel má veškerá administrátorská práva.

## Aplikace
Systém umí spouštět spoustu původních aplikací z BeOS a mnohé další byly naportovány (Firefox, VLC media player či SeaMonkey).

### Ovladače
Vrstva pro ovladače není ještě hotová a poskytuje pouze omezenou funkcionalitu, nicméně díky speciálnímu rozhraní lze používat síťové ovladače z FreeBSD.

### Podpora virtualizace
Operační systém Haiku získá podporu hardwarové virtualizace. Každoroční soutěž Google Summer of Code v roce 2024 mimo jiné přináší umožnění hardwarové virtualizace Haiku za pomoci emulátoru QEMU. Doposud bylo v Haiku možné x86 stroje pouze emulovat, což je pomalejší než je virtualizovat.